# Lorttjärnen (Hamrånge socken, Gästrikland)
Lorttjärnen är en sjö i Gävle kommun i Gästrikland och ingår i Hamrångeåns huvudavrinningsområde.